# Абдоминальная декомпрессия
Абдоминальная декомпрессия — физиотерапевтическая процедура выполняемая путем лечебного воздействия пониженным (отрицательным) давлением воздуха на части тела.

## Применение
Методика абдоминальной декомпрессии применяется в следующих случаях:
- как нелекарственный метод обезболивания родов («мешок Хейнса»),[1]
- при лечении заболеваний позвоночника,[2]
- в программе подготовки профессиональных спортсменов циклических видов спорта.

## Эффективность
При проведении процедур абдоминальной декомпрессии пониженное атмосферное давление эффективно влияет на состояние микроциркуляторного русла органов брюшной полости.
Процедура эффективна при лечении абдоминального компартмент-синдрома, помогая пациентам, страдающим внутрибрюшным давлением и дисфункцией органов.